# Laarne
Laarne là một đô thị ở tỉnh Oost-Vlaanderen. Đô thị này bao gồm các thị xã Kalken và Laarne proper. Tại thời điểm ngày 1 tháng 1 năm 2006 Laarne có tổng dân số 11.736 người. Tổng diện tích là 32,07 km² với mật độ dân số là 366 người trên mỗi km².